# Antoni Baldinucci
Antoni Baldinucci, Antonio Baldinucci (ur. 19 czerwca 1665 we Florencji, zm. 6 listopada 1717 w Pofi) – błogosławiony Kościoła katolickiego, misjonarz ludowy, duchowny, zakonnik Towarzystwa Jezusowego.

## Życiorys
Urodził się we Florencji, był synem pisarza i historyka sztuki Filippo Baldinucciego. Wiedzę zdobywał w kolegiach jezuickich, a w czasie studiów należał do Sodalicji Mariańskiej. Wstąpił do Towarzystwa Jezusowego w dniu 21 kwietnia 1681 roku w Rzymie i został wyświęcony na kapłana 28 października 1695 roku. Ze względu na stan zdrowia musiał kilkukrotnie przerywać studia, później zaś zrezygnować z podjęcia planowanej działalności misyjnej w Indiach. Pracował w środkowych Włoszech, w tym w okolicach miast Frascati i Viterbo. Realizował swój apostolat stosując metodę Segneriego, łącząc wykłady z procesją pokutną i oddawaniem czci obrazowi Matka Boskiej ucieczce grzeszników, której wizerunek zawsze mu towarzyszył. Za najważniejsze środki odnowy religijnej uważał rekolekcje dla kapłanów, zakładanie stowarzyszeń religijnych i misje.
Zmarł 6 listopada 1717 roku w opinii świętości, a pochowany został w rodzinnej Florencji. Został beatyfikowany przez papieża Leona XIII w dniu 23 kwietnia 1893 roku, a jego wspomnienie obchodzone w dzienną rocznicę śmierci. Toczy się proces kanonizacyjny Antoniego Baldinucciego.